# United States Geological Expolration of the Fortieth Parallel
United States Geological Expolration [sic] of the Fortieth Parallel, (abreujat Botany (Fortieth Parallel)), és un llibre amb il·lustracions i descripcions botàniques que va ser escrit pel botànic estatunidenc, Sereno Watson. Va ser publicat a l'any 1871.